# Paralithosia honei
Paralithosia honei är en fjärilsart som beskrevs av Daniel 1954. Paralithosia honei ingår i släktet Paralithosia och familjen björnspinnare. Inga underarter finns listade i Catalogue of Life.